# Totsuka no Tsurugi
Totsuka no Tsurugi, também conhecida como Ame-no-Murakumo-no-Tsurugi, é uma espada lendária na mitologia japonesa. Seu nome pode ser traduzido como "Espada da Ceifa Celestial" ou "Espada da Cortina de Chuva".
A Totsuka no Tsurugi é associada principalmente à divindade Susanoo, o deus do mar e das tempestades, na mitologia japonesa. A história mais conhecida envolvendo esta espada está relacionada ao nascimento de Susanoo e seu encontro com a deusa celestial Amaterasu, deusa do sol e irmã de Susanoo.
De acordo com a mitologia, Susanoo foi expulso do céu por comportamento violento e destrutivo. No processo de reconciliação com Amaterasu, ele presenteou-a com a Totsuka no Tsurugi como um gesto de paz. Amaterasu aceitou o presente, e a espada se tornou um dos três tesouros sagrados do Japão, junto com o Espelho Yata no Kagami e a Joia Yasakani no Magatama.
A Totsuka no Tsurugi é frequentemente associada à paz e reconciliação, simbolizando a resolução de conflitos. A lenda da Totsuka no Tsurugi destaca a importância da harmonia e equilíbrio na mitologia japonesa, elementos fundamentais na cultura e na espiritualidade do Japão.